# Claus Ahlefeldt-Laurvig-Bille
 Der er flere personer med dette navn, se Claus Ahlefeldt (flertydig).
 Der er for få eller ingen kildehenvisninger i denne artikel, hvilket er et problem. Du kan hjælpe ved at angive troværdige kilder til de påstande, som fremføres i artiklen.

Claus Christian Preben greve Ahlefeldt-Laurvig-Bille (født 6. marts 1932, død 26. oktober 2014) var en dansk godsejer og forfatter.
Han er søn af Preben Julius Gregers greve Ahlefeldt-Laurvig-Bille og Ellen Margrethe Lassen. I 1961 overtog han Egeskov Slot og skabte i sin ejertid den turistattraktion, som vi kender i dag. Han har beskrevet denne indsats i en to-binds selvbiografi, ligesom Ahlefeldt har redigeret en biografi om multitalentet Piet Hein, som var en af hans gode venner (Sin egen: Piet Hein 90 år, 1996). 
Han giftede sig 2. august 1958 i Tårnborg Kirke med Marianne komtesse Moltke (født 18. januar 1936), men parret blev skilt 1959. 21. september 1963 ægtede han i Tranekær Kirke Merete Anette komtesse Ahlefeldt-Laurvig, men også denne gang endte det med skilsmisse i 1971, 9. september 1976 ægtede han Louisa komtesse Wedell-Wedellsborg i Middelfart, skilt i 1998, 12. januar 2002 ægtede han Bente Skipper.
Børn:
- Michael Preben greve Ahlefeldt-Laurvig-Bille (født 26. februar 1965)
- Susanne Ingrid komtesse Ahlefeldt-Laurvig-Bille (født 4. marts 1967), gift Vind

## Udgivelser
- Du finder sgu nok ud af det, Claus! Erindringer 1932-1954, Borgens Forlag 1999.
- Hvad nu, Claus? Erindringer om et ophold på Tahiti, Borgens Forlag 2000.
- Så er det Egeskov, Claus: Erindringer 1954-1992, Borgens Forlag 2002.
- (red.) Sin egen: Piet Hein 90 år, Borgens Forlag 1996.

|  | Artiklen om Claus Ahlefeldt-Laurvig-Bille kan blive bedre, hvis der indsættes et (bedre) billede Du kan hjælpe ved at afsøge Wikimedia Commons for et passende billede eller uploade et godt billede til Wikimedia Commons iht. de tilladte licenser og indsætte det i artiklen. |